# Sardinens begravelse
Sardinens begravelse (spansk: El entierro de la sardina) er titlen på et maleri af den spanske maler Francisco de Goya.
Det viser karnevalsfesten i Madrid af samme navn askeonsdag som en grotesk dødedans.
Kabinetstykket ejes af Real Academia de Bellas Artes de San Fernando i Madrid.

## Beskrivelse
Maleriet er olie på træ i højformat 82,5 × 62 cm og viser en dansescene midt i den turbulente folkefestival Entierro de la sardina ('Sardinens begravelse'), der finder sted årligt i form af en rituel begravelse af en sardin; begivenheden skal symbolisere afslutningen på karnevalet og påbegyndelsen af fastetiden.
Midt i billedet ses en muntert dansende gruppe med to hvidklædte kvindelige figurer og en mørkere mandlig figur i lange klæder, der står sammen foran et mørkt, næsten sort banner med et narreansigt grotesk grinende.
Narrebanneret, der holdes skråt op af en sortklædt figur med en sort hat, dominerer i værkets optiske centrum.
De to lyse kvindelige figurer er omhyggeligt udført og skiller sig i farve tydeligt ud fra baggrunden, som er i tonede farver.
Begge kvinder har hvide ansigter og tydelige røde markeringer på kinderne, deres hoveder er bekransede – det kan dog også være stive masker de bærer.
Bag kvinden til venstre, der tilsyneladende i glæde strækker armene mod himlen, ses en mørk djævlefigur indhyllet i en slags pels der har en hætte med horn.
Figuren bærer en kraniumlignende maske (dødningehoved) og ser ud til at bevæge sig i takt med med danseren.
Mod uret følger efter den hornede djævel en picador med en sort, bredbræmmet hat, hvis lanse eller spyd peger mod maven på den dansende pige.
Alle figurer udfører en slags runddans, som kunne være en jota.
Fra billedets venstre kant stormer en mørk bjørnefigur med tydelige kløer og gabende mund frem mod dansegruppen.
I forgrunden ved billedets nederste kant sidder to par, der holder hinanden i armene og ser på trængslen.
I billedets nederste højre hjørne sidder yderligere en figur, der visuelt lukker den antydede cirkel rundt om dansegruppen.
Bjørnen, djævlefiguren, bannerbæreren og danseren til højre danner en imaginær trekant i sorte eller mørke toner, hvilket skaber en lys-mørk kontrast til de dansende kvinder.
Folkemængden i baggrunden antydes derimod med flygtige streger, næsten som med lasur, og kunstneren har brugt hvide strøg – måske hvide lys – og sorte eller røde betoninger, der kan antyde flag eller hovedbeklædning som slør, hætter og hatte.
I modsætning til Goyas sædvanlige omhyggelighed med detaljer afstod han her fra en udførlig fremstilling.
De fleste af figurerne, nogle af dem børn, bærer masker, nogle klapper i hænderne og ser ud til at bevæge sig rytmisk til det der sker i forgrunden.
Baggrunden udgøres af blå himmel afbrudt af en hvid skyvæg, der danner overgangen til mængden.
Den imaginære horisont omtrent midt i billedet skråner nedad mod højre.
Foran himlen stikker et træ ud over billedets øverste kant på venstre tredjedel; på venstre og højre kant af billedet er der yderligere træer angivet med flygtigt svungne penselstrøg.
Lyset fra venstre antyder sent på eftermiddagen eller tidligt om aftenen: sardinfestivalen begynder normalt tirsdag aften før askeonsdag. Samlet set har maleriet en "jordnær" (de: 'erdige') grundstemning, hvor toner i mørkegrønt, brunt og terrakotta er fremherskende.
Efter de scener Goya udførte i tilknytning til Napoleonskrigene (se billedet Den tredje maj 1808) reducerede han brugen af "smukke farver" (de: 'Schönfarbigkeit') som på de tidligere genrebilleder og brugte i stigende grad lys-mørke kontraster og brungrå toner forskellig fra det nyklassiske skønhedsideal.

## Indplacering i Goyas værk
Maleriet tidsfæstes til mellem 1812 og 1819 samtidig med eller efter den grafiske serie på 80 blade Desastres de la Guerra ('Krigens katastrofer' / 'Krigens rædsler'), der opstod på baggrund af Napoleonskrigene på den Iberiske Halvø fra 1807 til 1814.
Goya-eksperten Sarah Symmon daterer billedet til 1816.
Kunsthistoriker Fred Licht henviser til maleriet som et af Goyas "lejlighedsbilleder, hvor kunstneren portrætterede emner som syge, åndsforstyrrede, narre, rejsende folk, berusede, sigøjnere og marginaliserede – mennesker, som Goya følte en vis solidaritet med."
Andre velkendte værker i denne periode er Procesión de disciplinantes / Procesión de flagelantes ('Flagellantprocessionen') 1812-1814 eller Casa de locos / Manicomio ('Asylet', dåre- eller galehus) 1815-1819.
Omkring den samme tid var Goya beskæftiget med studier af tyrefægtning til den grafiske serie Tauromaquia med folkelige emner.

## Fortolkninger
I lyset af krigens eftervirkninger betragtes billedet undertiden som en fjollet glædesdans (de: närrischer Freudentanz) over frigørelsen fra det franske fremmedherredømme (1813), især fordi karnevalet midlertidigt blev forbudt i Spanien under Joseph Bonaparte.
På trods af al begejstring udstråler værket en temmelig dyster, uhyggelig stemning, der kommer tæt på en grotesk dødedans, mens den urolige baggrund minder om skildringen af en populær opstand og i komposition ligner et slagmaleri.
Motivets absurditet er den omvending eller stillen på hovedet, der ligger til grund for festen:
ved symbolsk at begrave det der var hovedføden under fasten, fisken, gravlægger man nærmest selve fasten, skønt den – ifølge kirken – lige var begyndt.
Narrene kan i denne sammenhæng fortolkes som vanitassymboler, især da døden fremstilles som en nar i traditionelle karnevalsscener.
Motivet med narren som metafor for forgængelighed, absurditet og en omvendt verden – en verden 'på hovedet' – fascinerede Goya såvel som emner der handler om udsvævelser, rus, fordærv eller vanvid.
Desuden var Goya optaget af spørgsmål om menneskets ægte identitet, og han behandlede i adskillige værker – i oplysningstidens ånd – temaer som bedrag, fejl, maskering, forvandlinger og forstillelser, vrangforestilling og forblændelser i politisk og religiøs sammenhæng:
I 1814 måtte hofmaleren svare for sig over for den reaktionære konge Ferdinand 7.'s genindførte inkvisition.
Ferdinand, der efter sin befrielse blev fejret af det spanske folk, annullerede hurtigt alle håb fra oplysningstiden og støttede sig igen på det 'gamle system' fra adel og gejstlighed.
Goya havde allerede 1799 gjort et studie af 'livets karneval' med blad nr. 6 "Nadie se conoce" ('Ingen ved') fra den grafiske serie med 80 raderinger og akvatinter Los Caprichos
Fra 1816 findes der en tegning af Goya, også kaldet Entierro de la sardina, hvor maskerede munke og nonner danser omkring et banner med påskriften "MORT (U) US" og pavelige insignier.
Tegningen, der befinder sig i Pradomuseet i Madrid, viser betydelige afvigelser fra det udførte maleri:
Påskriften "MORT (U) US" ('afdød', 'død') symboliseres i det maleri, der behandles her af narrens ansigt; nonnerne erstattede Goya med de to livsglade unge kvinder, munken blev erstattet af danseren.
Både picadoren med spyddet og bjørnen skubber i retning mod kvinderne, hvilket kan fortolkes som en seksuel hentydning eller hedensk forårsritual.
Bjørnen, der kravler ud af sin hule på festivalens højdepunkt, personificeres traditionelt af en forklædt mand, der styrter frem mod en af de dansende piger, hvorved Goyas brug af dukkeansigter – der også kunne antyde forklædte mænd eller prostituerede – passer godt med den kortvarige opløsning af sociale forskelle i karnevalstiden.
Karaktererne svarer alle til karakterer, der traditionelt hører til det spanske karnevalsoptog:
"Onkel Chispas" med rullende øjne bag en maske, den provokerende pige "Chusca" og den vilde hjerteknuser "Juanillo", indhyllet i en kappe.
Et væsentligt element har Goya udeladt i sit maleri: hovedpersonen – 'pelele'-figuren  – halmdukken, der symboliserer sardinen.
Ved brug af 'høvisk sprog' (kode, indpakning, de: "höfischen Verschlüsselung") og allegori udøvede Goya i denne narrescene med tåbelige aktiviteter eller optrin (de: 'närrischen Treiben') skjult kritik af "kirkens fordummende magt", som han anså for massehysteri, "hvor mængden blindt forledes af munkenes falske magi." Han gjorde det samme i serien Los Caprichos ('kapricerne').
Goya kan oprindelig have haft til hensigt at fremstille religionens sejr over karnevalet,
idet røntgenbilleder af maleriet har vist, at han havde tilføjet det store narreansigt på banneret og overmalet det oprindelige ord "MORT (U) US".
I stedet for kirkelige insignier trådte så narrens latter.

## Proveniens
Maleriet indgik oprindelig i Manuel García de la Pradas samling, en bankmand og kunstsamler fra Madrid, som Goya havde portrætteret mellem 1805 og 1810.
Billedets øvrige forhistorie er ukendt.
M.G. de la Prada overlod maleriet sammen med Goya-værkerne Procesión de flagelantes, Casa de locos (dåre- eller galehus), Corrida de toros en un pueblo (tyrefægtning) og en inkvisitionsscene uden navn til Real Academia de Bellas Artes de San Fernando i Madrid.
Han beskrev værkerne i sit testamente, dateret den 17. januar 1836, som
"fem malerier på træ, fire af dem vandrette, der skildrer en autodafé, en flagellantprocession, et dårehus og en tyrefægtning; et andet, lidt større maleri viser en maskefestival. Alle er oliemalerier malet af hofmaleren Don Francisco de Goya og rost meget af professorerne."

## Traditionen
I Spanien er "Entierro de la sardina" ('Sardinens begravelsen') en stor folkefest der skal markere afslutningen af karnevalet og fastens begyndelse askeonsdag.
Festivalen fejres ikke på samme måde i alle regioner i Spanien.
Fokus er på en stor farverig figur i form af en fisk lavet af papmaché og klædestof, der bæres i procession gennem gaderne af fakkelbærere, grædende enker og andre sørgende i sørgedragt.
Begravelsesprocessen efterfølges af en udsmykket festvogn med musikere og dansegrupper, i hvis følge jonglører og narre udfører alle slags spøgfuldheder i populære udklædninger.
Festen afsluttes i de tidlige morgentimer, hvor fisken endelig antændes. I nogle kystegne som Puerto de la Cruz, Tenerife og andre Kanariske Øer bæres den brændende ud til havet.
Afbrændingen af figuren ledsages sædvanligvis af et stort fyrværkeri.
Riten tilsiger, at noget skal ødelægges så det kan genfødes med ny kraft og skabe noget nyt – jævnfør brugen af fisken som kristent symbol.
Begravelsen af fastetidens fisk kan virke en smule absurd, hvilket sandsynligvis skyldes den oprindelige skik at begrave halve svin (de: Schweinehälften).
Ud af det blev der udviklet et slags ironisk 'modspil' eller modstillen af 'magre' og 'fede' tider.
En af de mest traditionelle parader er Entierro de la Sardina i Murcia, hvis oprindelse går tilbage til 1851, da en gruppe studerende begyndte at efterligne de maskerader, de tidligere havde set i Madrid – afbildet på Goyas malerier.
Aftenen før festivalen i Murcia oplæses "Sardinens testamente" på et offentligt torv, normalt foran rådhuset.
Selve paraden er en blanding af mytologiske karnevalsdragter og festivalvogne, hvorfra der uddeles legetøj og slik.
Festivalerne står derved under tegnet af de forskellige guder fra Olympen.